# تكتيكات كرة القدم

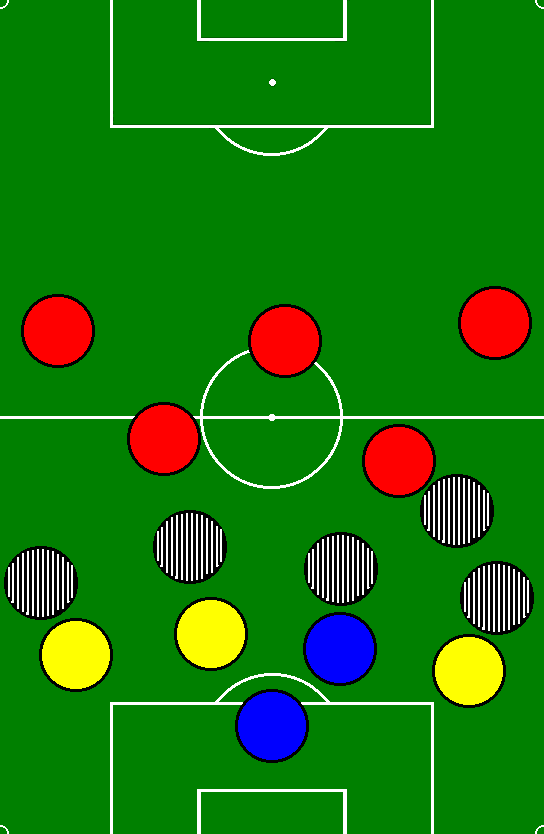
أحد طرق اللعب في كرة القدم

التكتيك في رياضة كرة القدم باعتبارها لعبة جماعية هي طريقة اللعب المتبعة من طرف الفريق أثناء المباراة، ويعتبر اختيار التكتيك المناسب من العوامل الحاسمة في أي مباراة مع ارتباط نجاحه بمجموعة من العوامل أهمها القدرات الخاصة بكل لاعب في الفريق (تقنيات التعامل مع الكرة، خفة الحركة، السرعة، القدرة على التحمل)، وهيكل الفريق، مستوى تدريب الفريق، قدرة اللاعبين على استيعاب التكتيك، تناسب التكتيك مع خطة الفريق الخصم.
ويعتبر التكتيك فنا بحد ذاته هدفه الأساسي هو الاستخدام الأمثل لقدرات الفريق التقنية والجسمانية من أجل تسجيل هدف واحد على الأقل أكثر من الفريق المنافس، مع استخدام كل الوسائل المسموح بها في اللعبة.

## أنواع التكتيكات

### التكتيك العام للفريق
يتم تقسيم هذا النوع إلى ثلاثة أقسام:

#### التكتيك الفردي
وهو التكتيك الخاص بكل لاعب، حيث تختلف القرارات والتصرفات الفردية للاعب عن آخر حسب تمركزه والوضعية اللحظية للكرة والخصم.
أمثلة عامة :
- أن يكون اللاعب مهاجما أو مدافعا يتعلق أساسا بالفريق الذي يحتفظ لحظيا بالكرة، أي عندما تكون الكرة بحوزة فريقه فهو يهاجم، بينما يدافع إن كان الفريق الخصم من يستحوذ على الكرة آنيا (يبدأ الهجوم في الدفاع ويبدأ الدفاع في الهجوم).
- التمويه هو أيضا تكتيك فردي يستعمله اللاعب لخدع اللاعب الخصم، قبل التسديد، قبل أو أثناء المراوغة، أو عند تنفيذ الضربات الحرة، إلخ...

أمثلة لتكتيكات فردية أثناء الهجوم :
- التمركز عبر التحرك بدون كرة قصد إما التخلص من الرقابة واستقبال التمريرات أو خلق مساحات فارغة للزملاء في الفريق.
- يمكن اللجوء للمراوغة إما من أجل خلق مساحة للتسديد، أو الاحتفاظ بالكرة لعدم توفر إمكانية التمرير، أو لربح الوقت مثلا عندما يكون التمرير غير ممكن بسبب موقع التسلل.
- عند التسديد يمكن اعتبار عنصر المفاجأة تكتيكا فرديا، بالإضافة إلى شتى طرق التسديد في اتجاه المرمى حسب موقع حارس مرمى الفريق الخصم، كرفع الكرة فوقه مثلا.

أمثلة لتكتيكات فردية أثناء الدفاع:
- الضغط على اللاعب الخصم من أجل إجباره على ارتكاب خطأ ما.
- توقع حركة اللاعب الخصم وقطع التمريرة الموجهة إليه في الوقت المناسب.

#### التكتيك الجماعي
هي تكتيكات لا يمكن تنفيذها إلا بإشراك أكثر من لاعب فيها.

### التكتيك حسب مركز اللعب
يجب أن تعرف كيف تلعب في المركز
الدفاع: معرفة التغطية في الملعب
الوسط:معرفة المراوغة و التمويه
الهجوم:السرعة و حدة المراوغة و معرف الهروب من الرئادة
الحراسة:معرفة طريقة اللاعب و التركيز على الكرة

### التكتيكات الخاصة
وتعتمد على الفروق الفردية لكل لاعب .. ويؤخذ بعين الاعتبار فلسفة ذلك المدرب في توظيف بعض العناصر داخل الملعب وماهية الأدوار التي يقوم بها كل لاعب لإظهار عنصر المفاجئة بتكتيك خاص يظهر به اللاعب واستجابة الفريق لذلك.